# 극장판 윌벤져스: 수상한 캠핑 대소동
《극장판 윌벤져스: 수상한 캠핑 대소동》은 2022년에 개봉한 대한민국의 애니메이션 영화이다.

## 줄거리
사고뭉치 초보 히어로 ‘윌벤져스’의 판타스틱 어드벤처!
동물들과의 대화는 물론, 공룡 젤리를 먹고 엄청난 초능력을 발휘하는 `윌리엄`과 `벤틀리`는 슈퍼 히어로가 되고 싶은 사고뭉치 히어로 꿈나무들.
어느 날, 샘 아빠와 함께 즐거운 캠핑 여행을 떠난 `윌벤져스`는 놀이터에서 신비로운 능력을 가진 여우 소녀 `미호`를 만나 친구가 된다.
깊은 숲속 신비한 여우굴로 향한 `윌벤져스`는 `미호`의 놀라운 비밀을 알게 되고, `미호` 가족을 노리는 사냥꾼들의 습격으로 모두가 큰 위험에 빠지고 마는데…
과연 `윌벤져스`는 아빠와 친구를 구하고, 무사히 캠핑을 마칠 수 있을까?!